# Duftmarketing
Duftmarketing bezeichnet in der Vermarktung alle Maßnahmen, die unter Zuhilfenahme von Duftstoffen dazu angetan sind, den Absatz von Produkten zu steigern, die Kundenbindung zu verstärken oder den Wert einer Marke zu erhöhen. Durch die Veränderung des eigentlichen Raumgeruchs wird eine Manipulation des Geruchsinnes (bzw. des Menschen und seiner emotional geleiteten Entscheidungen) vorgenommen.

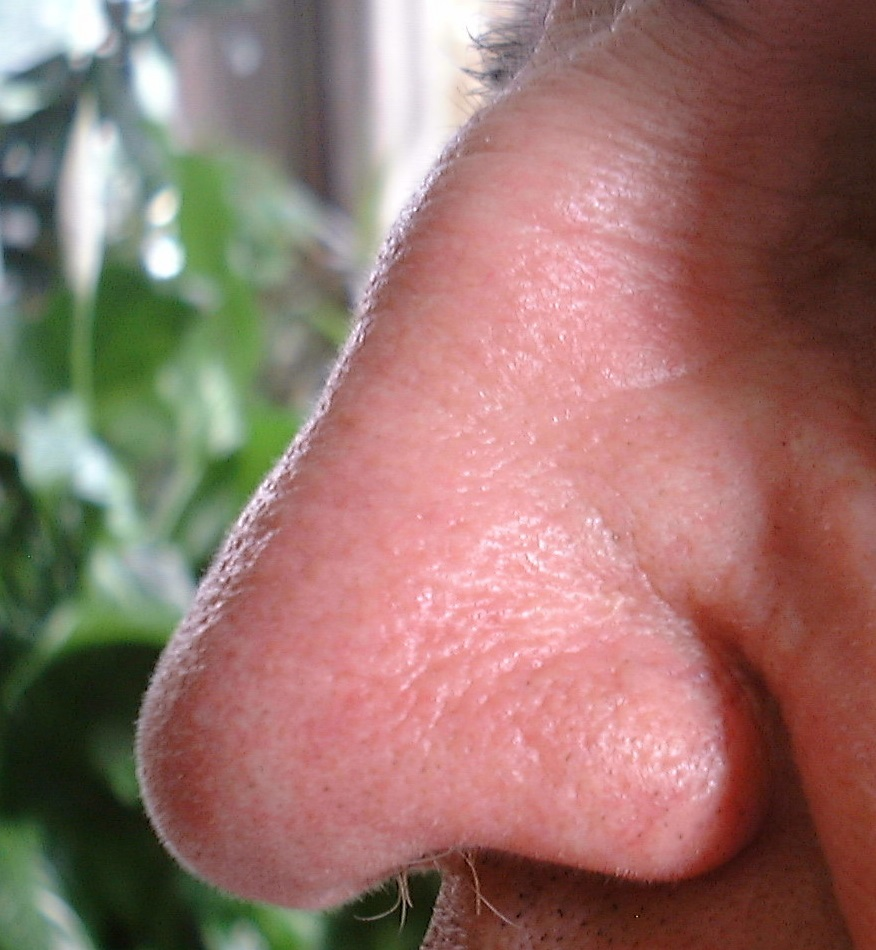
Die menschliche Nase als wichtige Schnittstelle im Prozess des Duftmarketings.

Unter Duftmarketing sind nicht nur die dem Produkt innewohnenden Geruchsstoffe zu fassen, sondern vor allem die Beduftung von Verkaufsräumen über entsprechende Raumbeduftungsgeräte. Zunehmend findet zusätzlich auch eine Beduftung der Geschäftsumgebung statt, um potentielle Kunden in den Verkaufsraum zu locken. Auch der Einsatz von Nahbereichsbeduftung an Verkaufstheken/-Regalen, die auf ein Produkt hinweisen, wird als Duftmarketing bezeichnet (z. B. der Duft heißer Pizza nahe dem entsprechenden Tiefkühlprodukt). Schließlich ist die Einbindung von Düften in Drucksachen und Zeitschriften als Duftlasche oder „Duft-zum-Rubbeln“ eine bekannte Form des Duftmarketing.
Eine weitere Möglichkeit Duft als Bestandteil des Marketings einzusetzen ist die Erweiterung zur Unternehmenskommunikation. Spezialisierte Unternehmen entwickeln hier für Marken oder Unternehmen sogenannte CS-Düfte (Corporate Scent) als Bestandteil der CI (Corporate Identity).
Düfte können unterschwellig oder aber auch bewusst wahrnehmbar eingesetzt werden. Je nach Einsatzgebiet empfiehlt sich das eine oder das andere. Sobald ein Duft bewusst wird, treten sofort interindividuelle Unterschiede zwischen verschiedenen Personen auf, was dazu führt, dass diese wiederum unterschiedlich darauf reagieren. Dieses Phänomen ist auf die enge Verbindung zwischen Düften und Erinnerungen zurückzuführen. Olfaktorische Reize gelangen ohne Umweg direkt ins limbische System. In dieser ersten Verarbeitungsstufe ist also auch der Hippocampus (Erinnerungszentrum) involviert.
Will man diesen interindividuellen Unterschieden aus dem Weg gehen, setzt man Düfte so ein, dass sie möglichst nicht bis ins Bewusstsein vordringen. Damit kann gezielt von der Wirkung verschiedener Duftstoffe Gebrauch gemacht werden, ohne dabei auf jede einzelne Person persönlich einzugehen (was unmöglich wäre). Mittlerweile zeigen zahlreiche Studien auf, welche Düfte welche Wirkung haben. So wirkt Lavendel beruhigend und stressabbauend und Citrusdüfte konzentrationsfördernd. Gewisse Kräuter- oder auch „Wald“-Düfte haben eine antiseptische Wirkung, was die Keimzahlen in der Luft z. T. erheblich reduziert. Dies sind alles Erkenntnisse von welchen in der täglichen Arbeit mit Duftstoffen Gebrauch gemacht wird. Noch viel „wertvoller“ sind allerdings die Erfahrungswerte, welche sich in nun beinahe zwei Jahrzehnten angesammelt haben.
Für Produkte und Marken können durchaus Düfte angewendet werden, welche ganz bewusst wahrnehmbar sind. Riecht ein Produkt nach dem als was es beworben wird, kann dies durchaus von Vorteil sein. Das Produkt gewinnt unter Umständen die Aufmerksamkeit vom Konsumenten; diese beschäftigen sich dann intensiver damit, wodurch die Wahrscheinlichkeit für einen Kauf, aber auch die Erinnerungs- und Wiedererkennungsleistung steigt. Zudem kann man dabei von bestimmten erlernten Assoziationen Gebrauch machen. Beispiel: Viele Menschen verbinden Zimtduft mit schönen Weihnachtserinnerungen. Wenn man das Risiko, dass einige wenige Personen eher negativ darauf reagieren, eingehen will, ist diese Art der Beduftung doch erfolgversprechend.
Marken können auch von diesen „Duft-Erinnerung“-Verknüpfungen profitieren. Dabei werden aber keine typischen Düfte verwendet, sondern es werden neue kreiert. Dies mit dem Ziel, dass „ihr“ Duft an Orten verwendet wird, wo Menschen positive Emotionen in der Interaktion mit der spezifischen Marke erleben sollen. Diese Emotionen werden dann mit dem Duft in Verbindung gebracht, wodurch dieser später als eine Art „Trigger“ für die positiven Erinnerungen/Emotionen dient. Zudem gibt der „richtige“ Duft einem Unternehmen die Möglichkeit, sich zu differenzieren und seine Identität auf einer weiteren Ebene (neben dem visuellen und dem auditiven Logo) auszudrücken. Letzteres führt wiederum zu besseren Wiedererkennungs- bzw. Erinnerungsleistungen und höherer (emotionaler) Kundenbindung.
An dieser Marketingmethode wird zunehmend die Simplifizierung und Verallgemeinerung von Einzelerkenntnissen kritisiert. Wissenschaftler des Le Moyne College in Syracuse fanden beispielsweise heraus, dass Silhouetten von Männern auf Frauen bei Zitronenbeduftung eher als weiblich und bei Zwiebelbeduftung eher als männlich wahrgenommen werden, woraus sich folgern ließe, dass sich Männer mit Zwiebelduft umgeben sollten (sofern sie sich auf Brautwerbung befinden). Weitere Studien kamen zum Ergebnis, dass bestimmte Düfte den Absatz nicht nur immer einseitig fördern, sondern auch absatzhemmend wirken können. Wissenschaftler der belgischen Hasselt-Universität belegten, dass Schokoladenbeduftung in Buchläden zu einer Absatzsteigerung von Liebesromanen, aber gleichzeitig zur Verkaufsminderung von Krimis und Thrillern führten, so dass der Gesamtumsatz nicht gesteigert wurde.
Ebenso wie optische Reize lassen sich auch olfaktorische Reize bzw. Düfte gezielt im Sinne des Marketings einsetzen. So gelangen Gerüche über die Nase ohne Umwege in das limbische System, wo sie einen großen Einfluss auf das Verhalten einer Person ausüben können. In Bezug auf das Marketing ist vor allem die Beeinflussung der Kommunikations- und Kaufbereitschaft sowie der Aufenthaltsdauer von Bedeutung.